# Agriogomphus tumens
Agriogomphus tumens är en trollsländeart som först beskrevs av Philip Powell Calvert 1905.  Agriogomphus tumens ingår i släktet Agriogomphus och familjen flodtrollsländor. Inga underarter finns listade i Catalogue of Life.